# LVI Festival Internacional de Cinema Fantàstic de Catalunya
La LVI edició del Sitges Festival Internacional de Cinema de Catalunya (abans, Festival Internacional de Cinema Fantàstic de Sitges) va tenir lloc del 5 al 15 d'octubre de 2023 dirigida per Àngel Sala. El 28 de juliol es van donar a conèixer algunes de les pel·lícules del programa oficial. S'hi exhibiren un total de 379 pel·lícules a l'Hotel Melià Sitges, al Cine El Retiro i al Cinema Casino Prado.

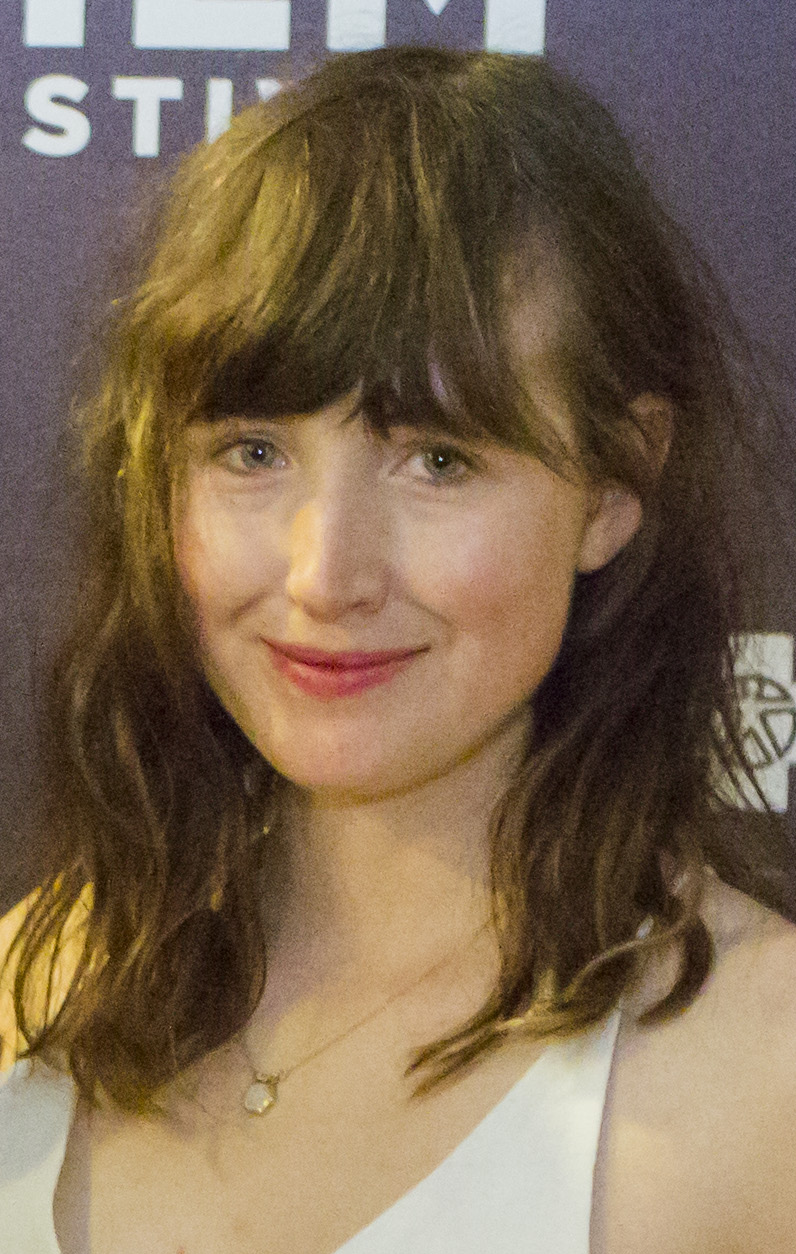
Kate Lybb Sheil, guanyadora del premi a la millor actriu

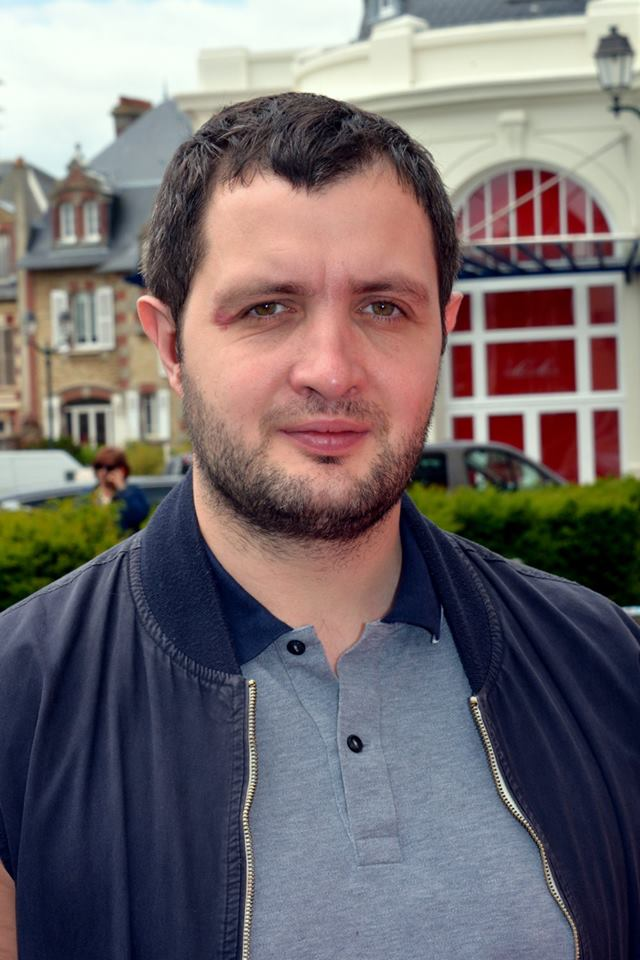
Karim Leklou, premi al millor actor

## Antecedents
L'obra d'art oficial del festival es va presentar el 24 de maig de 2023. Fotografiada per Nacho Alegre, es va inspirar en la pel·lícula de Alfred Hitchcock de 1963 Els ocells, en commemoració. el 60è aniversari de la pel·lícula. El 12 de setembre, el festival va anunciar tant els destinataris dels premis especials com la programació completa. El productor alemany-americà Jan Harlan i el director estatunidenc i supervisor d'efectes visuals Phil Tippett rebran el Gran Premi Honorífic mentre que el director espanyol Juan Antonio Bayona, el director japonès Hideo Nakata i el director estatunidencs Lee Unkrich seran guardonats amb el Premi Màquina del Temps.

## Jurats
Els jurats estan formats pels següents membres:

### Competició principal
- Jérôme Paillard, productor francès
- Ana Torrent, actriu espanyola
- David C. Fein, productor estatunidenc
- Kim Newman, crític i escriptor britànic
- Alexandra Heller-Nicholas, crítica i investigadora australiana

### Noves Visions / Anima't
- Katharina Kubrick, directora d'art estatunidenco
- Sergi Caballero, cineasta espanyol
- Fred Tsui, consultor xinès

### Blood Window / Òrbita
- Max Karli, productor de cinema suís
- Agnela Domínguez, gestora cultural espanyola
- Júlia Olmo, periodista i crítica espanyola

### Méliès d’Argent
- Matthew Turner, periodista i crític de cinema britànic
- Alexandra West, crítica de cinema canadenca
- Maura McHugh, escriptora irlandesa

### Brigadoon
- Raúl Cerezo, director espanyol
- Daniel Rodríguez Sánchez, escriptor i crític espanyol
- Aida Solé, bloguera espanyola

### Crítica / Méliès d’Or
- Ylenia Cañadas, crítica de cinema espanyola
- Francesc Miró, crític de cinema espanyol
- Antoni Peris, crític de cinema espanyol

### SGAE Nova Autoria
- Jaume Balagueró, director i guionista espanyol
- Marta Grau Rafel, guionista, escriptora i editora de guions espanyola
- Alfonso De Vilallonga, compositor de cinema espanyol, vocalista i cantautor

## Seccions
Les pel·lícules seleccionades per a cada secció són les següents:

### Secció oficial

#### En competició
| Títol                             | Director(s)                                         | País de producció                                                    |
| --------------------------------- | --------------------------------------------------- | -------------------------------------------------------------------- |
| Acide                             | Just Philippot                                      | França                                                               |
| Best Wishes to All (みなに幸あれ) | Yuta Shimotsu                                       | Japó                                                                 |
| Club Zero                         | Jessica Hausner                                     | Àustria, Regne Unit                                                  |
| Conann                            | Bertrand Mandico                                    | França, Luxemburg, Bèlgica                                           |
| Cuando acecha la maldad           | Demián Rugna                                        | Argentina                                                            |
| Divinity                          | Eddie Alcazar                                       | Estats Units                                                         |
| Le Règne animal                   | Thomas Cailley                                      | França                                                               |
| In Flames                         | Zarrar Kahn                                         | Canadà, Pakistan                                                     |
| It Lives Inside                   | Bishal Dutta                                        | Estats Units                                                         |
| Kubi 首                           | Takeshi Kitano                                      | Japó                                                                 |
| La espera                         | Francisco Javier Gutiérrez                          | Espanya                                                              |
| La Morsure                        | Romain de Saint-Blanquat                            | França                                                               |
| Late Night with the Devil         | Colin i Cameron Cairnes                             | Austràlia                                                            |
| Les Chambres rouges               | Pascal Plante                                       | Canadà                                                               |
| Moscas                            | Aritz Moreno                                        | Espanya, Argentina                                                   |
| Augure                            | Baloji Tshiani                                      | Rep. del Congo, Països Baixos, França, Bèlgica, Alemanya, Sud-àfrica |
| Riddle of Fire                    | Weston Razooli                                      | Estats Units                                                         |
| Robot Dreams                      | Pablo Berger                                        | Espanya, França                                                      |
| Killing Romance (킬링 로맨스)     | Lee Won-suk                                         | Corea del Sud                                                        |
| Salem                             | Jean-Bernard Marlin                                 | França                                                               |
| Sleep 잠                          | Jason Yu                                            | Corea del Sud                                                        |
| Brujería                          | Christopher Murray                                  | Xile, Mèxic, Alemanya                                                |
| Stopmotion                        | Robert Morgan                                       | Estats Units                                                         |
| The Seeding                       | Barnaby Clay                                        | Estats Units                                                         |
| Die Theorie von Allem             | Timm Kröger                                         | Alemanya                                                             |
| There's Something in the Barn     | Magnus Martens                                      | Noruega                                                              |
| Tiger Stripes                     | Amanda Nell Eu                                      | Malàisia, Taiwan, França, Alemanya, Països Baixos, Indonèsia         |
| Vermin: la plaga                  | Sébastien Vaniček                                   | França                                                               |
| Vincent doit mourir               | Stéphan Castaing                                    | França                                                               |
| Wake Up                           | François Simard, Annouk Whissel, Yoann-Karl Whissel | França                                                               |
| Műanyag égbolt                    | Tibor Bánóczki, Sarolta Szabó                       | Hongria, Eslovàquia                                                  |

El títol il·luminat indica guanyador del premi a la millor pel·lícula.

#### Fora de competició
| Títol                                                    | Director(s)         | País de producció     |
| -------------------------------------------------------- | ------------------- | --------------------- |
| Projeccions especials                                    |                     |                       |
| Aliens Abducted My Parents and Now I Feel Kinda Left Out | Jake Van Wagoner    | Estats Units          |
| Amelia's Children                                        | Gabriel Abrantes    | Portugal              |
| Awareness                                                | Daniel Benmayor     | Estats Units, Espanya |
| Blood                                                    | Brad Anderson       | Estats Units          |
| El noi i l'ocell 君たちはどう生きるか                    | Hayao Miyazaki      | Japó                  |
| La ermita                                                | Carlota Pereda      | Espanya               |
| La sociedad de la nieve                                  | Juan Antonio Bayona | Espanya               |
| Poor Things                                              | Yorgos Lanthimos    | Regne Unit            |
| Hermana muerte (pel·lícula d’apertura)                   | Paco Plaza          | Espanya               |
| The Toxic Avenger                                        | Macon Blair         | Estats Units          |
| UFO Sweden                                               | Crazy Pictures      | Suècia                |
| Especial de mitjanit                                     |                     |                       |
| God Is a Bullet                                          | Nick Cassavetes     | Estats Units          |
| Gueules noires                                           | Mathieu Turi        | França                |

### Curtmetratges
| Títol                             | Director(s)                     | País de producció        |
| --------------------------------- | ------------------------------- | ------------------------ |
| Abominations                      | Mike Fontaine                   | Estats Units             |
| Ahora vuelvo                      | Lucas Paulino, Gabe Ibáñez      | Espanya                  |
| Bloody Fury                       | Jordan Inconstant               | França                   |
| Callus                            | Ciarán Hickey                   | Irlanda                  |
| Escape Attempt                    | Alex Topaller, Daniel Shapiro   | Estats Units, Portugal   |
| Eyestring                         | Javier Devitt                   | Estats Units, Argentina  |
| Fishmonger                        | Neil Ferron                     | Estats Units             |
| Hito                              | Stephen Lopez                   | Filipines                |
| Honk                              | Charles de Lauzirika            | Estats Units             |
| Ik ben geen robot                 | Victoria Warmerdam              | Països Baixos, Bèlgica   |
| Intercanvi                        | Alberto Evangelio               | Espanya                  |
| Paragon                           | Colin Treneff                   | Estats Units             |
| Pesudo                            | Miquel Díaz Pont                | Espanya                  |
| Stop Dead                         | Emily Greenwood                 | Regne Unit               |
| Storm                             | Lena Tsodykovskaya              | Estats Units             |
| Sugar Rag                         | Jai Love                        | Estats Units, Austràlia  |
| The Many Worlds of George Goodman | Gregg Bishop                    | Estats Units             |
| The Shore                         | Eron Sheean                     | Països Baixos, Austràlia |
| Anima't                           |                                 |                          |
| Wang Shen Zhi Ye                  | Shiu-Cheng Tsai                 | Taiwan                   |
| Astoria                           | Franch Dion                     | França                   |
| Bye Bear                          | Jan Bitzer                      | Alemanya                 |
| De Imperio                        | Alessandro Novelli              | Portugal, Espanya        |
| Drijf                             | Levi Stoops                     | Bèlgica                  |
| Eeva                              | Morten Tšinakov, Lucija Mrzljak | Estònia, Croàcia         |
| Flite                             | Tim Webber                      | Regne Unit               |
| Garden of Remembrance             | Naoko Yamada                    | Japó                     |
| Ghost of the Dark Path            | Fish Wang                       | Taiwan                   |
| La última historia                | Vicente Molina                  | Espanya                  |
| Nezumikozō Jirokichi              | Rintaro                         | Japó, França             |
| No Room at the Inn                | R. O. Blechman                  | Estats Units             |
| Radio-Pilotis                     | Sonia Gerbeaud                  | França, Portugal         |
| Sweet Like Lemons                 | Jenny Jokela                    | Regne Unit, Finlàndia    |
| The Great Arc                     | Camille Authouart               | França                   |
| The Smile                         | Erik van Schaaik                | Països Baixos, Bèlgica   |
| To Bird or Not to Bird            | Martín Romero                   | Espanya                  |
| Sessions especials                |                                 |                          |
| ALEXX196 & la plage de sable rose | Loïc Hobi                       | França, Suïssa           |
| Dark Cell                         | Jean-Michel Tari                | França                   |
| La ley del más fuerte             | Raul Monge                      | Espanya                  |
| Los cómplices                     | Alberto Evangelio               | Espanya                  |
| Milk & Cookies                    | Giancarlo Fernandez             | Regne Unit               |
| Paradero 893                      | Marc Martínez Pijoan            | Espanya                  |
| Tooth                             | Jillian Corsie                  | Estats Units             |
| Venus                             | Jolan Nihilo, Mickaël Dusa      | França                   |

### Órbita
| Títol                               | Director(s)                    | País de producció          |
| ----------------------------------- | ------------------------------ | -------------------------- |
| Black Flies                         | Jean-Stéphane Sauvaire         | Estats Units               |
| Concrete utopia 콘크리트 유토피아   | Um Tae-hwa                     | Corea del Sud              |
| Diabolik - Ginko all'attacco!       | Marco Manetti, Antonio Manetti | Itàlia                     |
| The Roundup: No Way Out 범죄도시3   | Lee Sang-yong                  | Corea del Sud              |
| Jackdaw                             | Jamie Childs                   | Regne Unit                 |
| Jericho Ridge                       | Will Gilbey                    | Kosovo, Regne Unit         |
| La extorsión                        | Martino Zaidelis               | Argentina                  |
| Els ulls de la nit 올빼미           | Ahn Tae-jin                    | Corea del Sud              |
| Lumberjack the Monster 怪物の木こり | Takashi Miike                  | Japó                       |
| Mad Fate 命案                       | Soi Cheang                     | Hong Kong                  |
| Night of the Hunted                 | Franck Khalfoun                | França                     |
| Propriedade                         | Daniel Bandeira                | Brasil                     |
| Smugglers 밀수                      | Ryoo Seung-wan                 | Corea del Sud              |
| The Childe 귀공자                   | Park Hoon-jung                 | Corea del Sud              |
| The Last Stop in Yuma County        | Francis Galluppi               | Estats Units               |
| Where the Wind Blows 風再起時       | Philip Yung                    | R.P. de la Xina, Hong Kong |

El títol il·luminat indica guanyador d’Òrbita.

### Panorama
| Títol                                                                                | Director(s)                 | País de producció |
| ------------------------------------------------------------------------------------ | --------------------------- | ----------------- |
| #Manhole                                                                             | Kazuyoshi Kumakiri          | Japó              |
| Appendage                                                                            | Anna Zlokovic               | Estats Units      |
| Blackout                                                                             | Larry Fessenden             | Estats Units      |
| Brooklyn 45                                                                          | Ted Geoghegan               | Estats Units      |
| Godless: The Eastfield Exorcism                                                      | Nick Kozakis                | Austràlia         |
| Roqya                                                                                | Saïd Belktibia              | França            |
| Last Straw                                                                           | Alan Scott Neal             | Estats Units      |
| Let It Ghost                                                                         | Hoi Wong                    | Hong Kong         |
| Nina dei lupi                                                                        | Antonio Pisu                | Itàlia            |
| Onyx the Fortuitous and the Talisman of Souls                                        | Andrew Bowser               | Estats Units      |
| 탈출: Project Silence                                                                | Kim Tae-gon                 | Corea del Sud     |
| Rabia                                                                                | Jorge Michel Grau           | Mèxic             |
| Bod obnovy                                                                           | Robert Hloz                 | Txèquia           |
| Superposition                                                                        | Karoline Lyngbye            | Dinamarca         |
| The Forbidden Play 禁じられた遊び                                                    | Hideo Nakata                | Japó              |
| The Sacrifice Game                                                                   | Jenn Wexler                 | Estats Units      |
| You'll Never Find Me                                                                 | Josiah Allen, Indianna Bell | Austràlia         |
| Projeccions especials                                                                |                             |                   |
| Cuando los amos duermen                                                              | Santiago Alvarado           | Espanya           |
| Immersion 忌怪島                                                                     | Takashi Shimizu             | Japó              |
| The Primevals                                                                        | David Allen                 | Estats Units      |
| Tokyo Revengers 2: Bloody Halloween Part 1 東京リベンジャーズ2 血のハロウィン編 運命 | Tsutomu Hanabusa            | Japó              |
| Tokyo Revengers 2: Bloody Halloween Part 2 東京リベンジャーズ2 血のハロウィン編 決戦 | Tsutomu Hanabusa            | Japó              |

### Anima't
| Títol original                                     | Director(s)                                 | País de producció   |
| -------------------------------------------------- | ------------------------------------------- | ------------------- |
| Deep Sea 深海                                      | Tian Xiaopeng                               | R.P. de la Xina     |
| Kojot négy lelke                                   | Áron Gauder                                 | Hongria             |
| Heavies tendres                                    | Joan Tomàs, Carlos Pérez-Reche, Juanjo Sáez | Espanya             |
| Komada – A Whisky Family 駒田蒸留所へようこそ      | Masayuki Yoshihara                          | Japó                |
| El Castell a través del Mirall かがみの孤城        | Keiichi Hara, Takakazu Nagamoto             | Japó                |
| Mars Express                                       | Jérémie Périn                               | França              |
| Sand Land                                          | Toshihisa Yokoshima                         | Japó                |
| Tony, Shelly i la llanterna màgica                 | Filip Pošivač                               | Hongria, Eslovàquia |
| Projeccions especials                              |                                             |                     |
| Phoenix: Reminiscence of Flower 火の鳥 #エデンの花 | Shōjirō Nishimi                             | Japó                |
| The Feast of Anrita アムリタの饗宴                 | Saku Sakamoto                               | Japó                |

El títol il·luminat indica guanyador de la millor pel·lícula animada.

### Noves Visions
| Títol original                                  | Director(s)                         | País de producció                                 |
| ----------------------------------------------- | ----------------------------------- | ------------------------------------------------- |
| All You Need is Death                           | Paul Duane                          | Irlanda                                           |
| Embryo Larva Butterfly                          | Kyros Papavassiliou                 | Grècia, Xipre                                     |
| En attendant la nuit (pel·lícula d'apertura)    | Céline Rouzet                       | França                                            |
| Halfway Home                                    | Madarász Isti                       | Hongria                                           |
| Vampire humaniste cherche suicidaire consentant | Ariane Louis-Seize                  | Canadà                                            |
| Centenars de castors                            | Mike Cheslik                        | Estats Units                                      |
| In My Mother's Skin                             | Kenneth Dagatan                     | Filipines, Singapur, Taiwan                       |
| La última noche de Sandra M.                    | Borja de la Vega                    | Espanya                                           |
| Luka                                            | Jessica Woodworth                   | Bèlgica, Itàlia, Països Baixos, Bulgària, Armènia |
| Mimì - Il principe delle tenebre                | Brando De Sica                      | Itàlia                                            |
| Mondays: See You "This" Week!                   | Ryo Takebayashi                     | Japó                                              |
| Monolith                                        | Matt Vesely                         | Austràlia                                         |
| Moon Garden                                     | Ryan Stevens Harris                 | Estats Units                                      |
| Motel Melati                                    | Mike Wiluan, Billy Christian        | Indonèsia, Singapur                               |
| My Animal                                       | Jacqueline Castel                   | Canadà                                            |
| Pandemonium                                     | Quarxx                              | França                                            |
| Raging Grace                                    | Paris Zarcilla                      | Regne Unit                                        |
| River                                           | Junta Yamaguchi                     | Japó                                              |
| Cobweb (pel·lícula de clausura) 거미집          | Kim Ji-Woon                         | Corea del Sud                                     |
| The Funeral                                     | Orçun Behram                        | Turquia                                           |
| La lluita invisible                             | Rainer Sarnet                       | Estònia, Lituània, Grècia, Finlàndia              |
| Läif a Séil                                     | Loïc Tanson                         | Luxemburg, Bèlgica                                |
| The Uncle                                       | David Kapac, Andrija Mardesic       | Sèrbia, Croàcia                                   |
| Le Vourdalak                                    | Adrien Beau                         | França                                            |
| Where the Devil Roams                           | Zelda Adams, John Adams, Toby Poser | Estats Units                                      |
| Petit Format                                    |                                     |                                                   |
| A Kind of Girl Who Knows Blanche                | Seyoung Lee                         | Corea del Sud                                     |
| Collection of Extremely Short Stories           | Pedro Villaça                       | Brasil                                            |
| Cultes                                          | David Padilla                       | França                                            |
| Days of Spring                                  | Arianne Hinz                        | Països Baixos                                     |
| Gable                                           | Theo Taplitz                        | Estats Units                                      |
| Half-Dream                                      | Jan Grabowski                       | Polònia                                           |
| Mothers & Monsters                              | Edith Jorisch                       | Canadà                                            |
| Pruning                                         | Lola Blanc                          | Estats Units                                      |
| Retrodreaming                                   | Alisa Berger                        | Alemanya, Japó                                    |
| Spoor                                           | Statten Roeg, Sunita Soliar         | Regne Unit, Mèxic                                 |
| The Old Young Crow                              | Liam Lopinto                        | Japó, Estats Units                                |
| Zero at the Bone                                | Erin Grant                          | Estats Units                                      |
| Petit Format – Sessions Especials               |                                     |                                                   |
| Mamántula                                       | Ion de Sosa                         | Alemanya, Espanya                                 |
| Print the Legend                                | Victor Matellano                    | Espanya                                           |
| We Are Animals                                  | Thijs Bouman                        | Països Baixos                                     |

El títol il·luminat indica guanyador de Noves Visions.

### Sèries
| Títol                                                                | Director(s)                          | País de producció     |
| -------------------------------------------------------------------- | ------------------------------------ | --------------------- |
| 30 monedas (episodis "El pueblo fantasma" i "Las tierras del sueño") | Álex de la Iglesia                   | Espanya               |
| El otro lado (episodes 1-3)                                          | Javier Ruiz Caldera, Alberto de Toro | Espanya               |
| Luz en la oscuridad: Daniela, dulce y bella (episodis 1-2)           | N/D                                  | Espanya               |
| Romancero (episodis 1-2)                                             | Tomás Peña                           | Espanya, Estats Units |

### Nova Autoria
| Títol                  | Director(s)                                                   | País de producciò | Universitat/Escola                                    |
| ---------------------- | ------------------------------------------------------------- | ----------------- | ----------------------------------------------------- |
| California             | Albert Mariné                                                 | Espanya           | Escola de Cinema de Reus                              |
| El último recuerdo     | Javier Sáez                                                   | Espanya           | Universitat Internacional de Catalunya                |
| Fuego amigo            | Asha Ruiz                                                     | Espanya           | Escola de Cinema de Catalunya                         |
| Lifetime               | Ariadna Puigdemasa                                            | Espanya           | Escola de Disseny i Arts Visuals LCI Barcelona        |
| Los Frustrado          | Martí Rovira Cortada                                          | Espanya           | Tecnocampus, Escola Superior Politècnica              |
| Not Yet                | Pau Ballesté Aguirre, Maria Bros Carreras, Jorge Librero Cano | Espanya           | Universitat Autònoma de Barcelona                     |
| O que me parta un rayo | Karen Joaquín                                                 | Espanya           | Escola de Cinema de Barcelona                         |
| Tenemos patria         | Mikel Garrido Linares                                         | Espanya           | Escola Superior de Cinema i Audiovisuals de Catalunya |
| The Sun Thief          | Joan Cerdà Monterio, Maria Agustina Montaña                   | Espanya           | L'IDEM Barcelona, Creative Arts School                |
| Tiet                   | Iris Dalmau                                                   | Espanya           | FX ANIMATION Barcelona 3D & Film School               |

### Sitges Documenta
| Títol original                                    | Director(s)                    | País de producció |
| ------------------------------------------------- | ------------------------------ | ----------------- |
| A Disturbance in the Force                        | Jeremy Coon, Steve Kozak       | Estats Units      |
| Dario Argento Panico                              | Simone Scafidi                 | Regne Unit        |
| Dream Time                                        | Claudio Lattanzi               | Itàlia            |
| Enter the Clones of Bruce                         | David Gregory                  | Estats Units      |
| Kaidan: Strange Stories of Japanese Ghosts        | Yves Montmayeur                | França            |
| Kim's Video                                       | David Redmon, Ashley Sabin     | Estats Units      |
| Living with Chucky                                | Kyra Elise Gardner             | Estats Units      |
| Loch Ness: They Created a Monster                 | John MacLaverty                | Regne Unit        |
| Dones sense censura                               | Eva Vizcarra                   | Espanya           |
| Otra película maldita                             | Alberto Fasce, Mario Varela    | Argentina         |
| The History of Metal and Horror                   | Mike Schiff                    | Estats Units      |
| Satan Wants You                                   | Sean Horlor, Steve J. Adams    | Canadà            |
| Sharksploitation                                  | Stephen Scarlata               | Estats Units      |
| Spooktacular!                                     | Quinn Monahan                  | Estats Units      |
| The Darkside of Society                           | Larry Wade Carrell             | Estats Units      |
| The J-Horror Virus                                | Sarah Appleton, Jasper Sharp   | Japó, Regne Unit  |
| Un millón de zombies: La historia de Plaga Zombie | Nicanor Loreti, Camilo de Cabo | Argentina         |
| William Shatner: You Can Call Me Bill             | Alexandre O. Philippe          | Estats Units      |

### Midnight X-Treme
| Títol                            | Director(s)                                          | País de producció |
| -------------------------------- | ---------------------------------------------------- | ----------------- |
| All You Need is Blood            | Cooper Roberts                                       | Estats Units      |
| Kill                             | Nikhil Nagesh Bhat                                   | Índia             |
| Mad Cats                         | Reiki Tsuno                                          | Japó              |
| Os Reviento                      | Kike Narcea                                          | Espanya           |
| The Well                         | Federico Zampaglione                                 | Itàlia            |
| The Wrath of Becky               | Matt Angel, Suzanne Coote                            | Estats Units      |
| Triggered                        | Richard V. Somes                                     | Filipines         |
| Som zombis                       | François Simard, Anouk Whissell, Yoann-Karl Whissell | Canadà            |
| Winnie-the-Pooh: Blood and Honey | Rhys Frake-Waterfield                                | Regne Unit        |

### Brigadoon
| Títol                                                        | Director(s)                             | País de producció    |
| ------------------------------------------------------------ | --------------------------------------- | -------------------- |
| Llargmetratge Premieres                                      |                                         |                      |
| Auxilio                                                      | Tamae Garateguy                         | Argentina            |
| Thorns                                                       | Douglas Schulze                         | Estats Units         |
| Maria                                                        | Gabriel Grieco, Nicanor Loreti          | Argentina            |
| The Barn Part II                                             | Justin M. Seaman                        | Estats Units         |
| Documentals                                                  |                                         |                      |
| Mancunian Man: The Legendary Life of Cliff Twemlow           | Jake West                               | Regne Unit           |
| Il museo degli orrori di Dario Argento                       | Luigi Cozzi                             | Itàlia               |
| Premi Nosferatu Barbara Bouchet                              |                                         |                      |
| La dama rossa uccide sette volte (1972)                      | Emilio Miraglia                         | Itàlia               |
| Alla ricerca del piacere (1972)                              | Silvio Amadio                           | Itàlia               |
| Milano calibro 9 (1972)                                      | Fernando Di Leo                         | Itàlia               |
| La tarantola dal ventre nero (1971)                          | Paolo Cavara                            | Itàlia               |
| Projeccions especials                                        |                                         |                      |
| Il boss (1973)                                               | Fernando Di Leo                         | Itàlia               |
| Alguien te está mirando (1988)                               | Gustavo Cova, Horacio Maldonado         | Argentina            |
| Plaga Zombie (1997)                                          | Pablo Parés, Hernán Sáez                | Argentina            |
| Monster Heaven: Ghost Hero (1990) 妖怪天国・ゴーストヒーロー | Makoto Tezuka                           | Japó                 |
| Inferno in diretta (1985)                                    | Ruggero Deodato                         | Itàlia               |
| La parola di un fuorilegge... è legge! (1975)                | Antonio Margheriti                      | Itàlia               |
| Maria's Stomach (1990) マリアの胃袋                          | Hideyuki Hirayama                       | Japó                 |
| I predatori di Atlantide (1983)                              | Ruggero Deodato                         | Itàlia               |
| Tinturera (1977)                                             | René Cardona Jr.                        | Mèxic                |
| Samurai Ninja Onimanji (2023)                                | Yoshihiro Nishimura                     | Japó                 |
| L'ultimo squalo (1981)                                       | Enzo G. Castellari                      | Itàlia               |
| Door (1988)                                                  | Banmei Takahashi                        | Itàlia               |
| Hall of Frame: María Luisa Pino (2023)                       | Guillermo López Aliaga, Fran Mateu      | Espanya              |
| The Reluctant Icon: A Tribute to Laura Gemser (2023)         | Kier-La Janisse                         | Estats Units, Canadà |
| Blood-Sucking Tree (1992) 吸血木                             | Shunji Iwai, Masaharu Ota, Akira Yoneta | Japó                 |
| El pantano de los cuervos (1974)                             | Manuel Caño                             | Espanya              |
| Santo en la venganza de la momia (1971)                      | Carlos Aured                            | Espanya              |
| Oldboy (2003) 올드보이                                       | Park Chan-wook                          | Corea del Sud        |
| Santo contra los zombies (1961)                              | Benito Alazraki                         | Mèxic                |
| Humanoid Puppet (1992)                                       | Hidehiro Ito                            | Japó                 |

### Sitges Classics
| Títol                                                                            | Director(s)                            | País de producció       |
| -------------------------------------------------------------------------------- | -------------------------------------- | ----------------------- |
| Acción mutante (1993)                                                            | Álex de la Iglesia                     | Espanya                 |
| Non si sevizia un paperino (1972)                                                | Lucio Fulci                            | Itàlia                  |
| Caligula - The Ultimate Cut (1979)                                               | Tinto Brass                            | Estats Units, Itàlia    |
| Le Mépris (1963)                                                                 | Jean-Luc Godard                        | França                  |
| Enter the Game of Death (1978) 十字手拳                                          | Lee Tso-nam                            | Hong Kong               |
| The Raid (2011)                                                                  | Gareth Huw Evans                       | Indonèsia               |
| Los nuevos extraterrestres (1983)                                                | Juan Piquer Simón                      | Espanya                 |
| The Shining (1980)                                                               | Stanley Kubrick                        | Estats Units            |
| The Exorcist (1973)                                                              | William Friedkin                       | Estats Units            |
| Lake Michigan Monster (2018)                                                     | Ryland Brickson Cole Tews              | Estats Units            |
| Pet Sematary (1989)                                                              | Mary Lambert                           | Estats Units            |
| Psychic Vision: Jaganrei (1988)                                                  | Teruyoshi Ishii                        | Japó                    |
| King Kong (1933)                                                                 | Merian C. Cooper, Ernest B. Schoedsack | Estats Units            |
| The Wicker Man (1973)                                                            | Robin Hardy                            | Regne Unit              |
| La màscara del diable (1960)                                                     | Mario Bava                             | Itàlia                  |
| The Dragon Lives Again (1977) 李三腳威震地獄門                                   | Law Kei                                | Hong Kong               |
| Cannibal Holocaust (1980)                                                        | Ruggero Deodato                        | Itàlia                  |
| Siesta (1987)                                                                    | Mary Lambert                           | Estats Units            |
| Star Trek: The Motion Picture - The Director's Edition                           | Robert Wise                            | Estats Units            |
| Anima't                                                                          |                                        |                         |
| Les Maîtres du temps (1982)                                                      | René Laloux                            | França, Hongria, Suïssa |
| The Soldier's Tale (1984)                                                        | R. O. Blechman                         | Estats Units            |
| 100 Years of Walt Disney Animation Studios: An Hommage to Its Short Films (2023) | Diversos autors                        | Estats Units            |
| Panic City                                                                       |                                        |                         |
| Amenaça a l'ombra (1973)                                                         | Nicolas Roeg                           | Regne Unit              |
| Hollywood 90028 (1973)                                                           | Christina Hornisher                    | Estats Units            |
| Pájaros de ciudad (1983)                                                         | José María Sánchez Álvaro              | Espanya, Itàlia         |
| Naked Lunch (1991)                                                               | David Cronenberg                       | Canadà, Regne Unit      |
| La casa sin fronteras (1972)                                                     | Pedro Olea                             | Espanya                 |
| God Told Me To (1976)                                                            | Larry Cohen                            | Estats Units            |
| Els últims dies (2013)                                                           | Álex Pastor, David Pastor              | Espanya                 |
| Seven Chances                                                                    |                                        |                         |
| La última señora Anderson (1971)                                                 | Eugenio Martín Márquez                 | Espanya, Itàlia         |
| La Venere d'Ille (1979)                                                          | Mario Bava, Lamberto Bava              | Itàlia                  |
| Santo contra los jinetes del terror (1970)                                       | René Cardona                           | Mèxic                   |
| O-bi, o-ba: Koniec cywilizacji (1985)                                            | Piotr Szulkin                          | Polònia                 |
| The Appointment (1980)                                                           | Lindsey C. Vickers                     | Regne Unit              |
| The McPherson Tape (1989)                                                        | Dean Alioto                            | Estats Units            |
| Szürkület (1990)                                                                 | György Fehér                           | Hongria                 |

## Premis
A la 56a edició es van lliurar els premis següents:

### Competició oficial
- Millor pel·lícula: Cuando acecha la maldad de Demián Rugna
- Premi especial del jurat: Stopmotion de Robert Morgan & Vermin de Sébastien Vaniček
- Millor direcció: Baloji Tshiani per Augure
- Millor actriu: Kate Lyn Sheil per The Seeding
  - Menció especial a la millor actriu: Zafreen Zairizal per Tiger Stripes
- Millor actor: Karim Leklou per Vincent doit mourir
- Millor guió: Colin i Cameron Cairnes per Late Night with the Devil
- Millors efectes especials: Frédéric Lainé, Jean-Christophe Spadaccini, Pascal Molina, Cyrille Bonjean-Jean, Bruno Sommier i Jean-Louis Autret per Le Règne animal
- Millor música: Markus Binder per Club Zero
- Millor fotografia: Martin Roux per La Morsure
- Mencions especials: Moscas d’Aritz Moreno & Riddle of Fire per Weston Razooli

### Noves Visions
- Millor pel·lícula: Moon Garden de Ryan Stevens Harris
- Millor direcció: David Kapac i Andrija Mardesic per The Uncle
- Millor curtmetratge: The Old Young Crow de Liam Lopinto
- Mencions especials
  - Menció especial: Halfway Home de Madarász Isti
  - Menció especial al guió: Christine Doyon i Ariane Louis-Seize per Vampire humaniste cherche suicidaire consentant
  - Menció especial a la fotografia: Andrea Arnone per Mimì - Il principe delle tenebre

### Méliès d'Argent
- Premi Méliès d'Argent al millor llargmetratge de gènere fantàstic: La Morsure de Romain de Saint-Blanquat
- Premi Méliès d'Argent al millor curtmetratge europeu de gènere fantàstic: Cultes de David Padilla

### Anima't
- Millor pel·lícula d'animació: Tony, Shelly i la llanterna màgica de Filip Pošivač
- Millor curtmetratge d'animació: Ghost of the Dark Path de Fish Wang

### Òrbita
- Millor llargmetratge: The Last Stop in Yuma County de Francis Galluppi

### Jurat de la crítica
- Premi de la Crítica José Luis Guarner a la millor pel·lícula al SOFC: Die Theorie von Allem de Timm Kröger
- Premi Citizen Kane al millor director novell: Stéphan Castaing per Vincent doit mourir
- Millor curtmetratge al SOFC: Ik ben geen robot de Victoria Warmerdam

### Brigadoon
- Premi Brigadoon Paul Naschy al millor curtmetratge: Ellos de Néstor López, Óscar Romero

### SGAE Nova Autoria
- Millor direcció-producció: Mikel Garrido per Tenemos patria
- Millor guió: Karen Joaquín per O que me part un rayo
- Millor música original: Márcio Echeverria per The Sun Thief

### Jurat Carnet Jove
- Millor llargmetratge al SOFC: La Morsure de Romain de Saint-Blanquat
- Millor pel·lícula documental de Sitges: Kim's Video de David Redmon, Ashley Sabin

### Premi Popular
- Gran Premi del Públic a la millor pel·lícula al SOFC: Robot Dreams de Pablo Berger
- Premi del Públic Panorama Fantàstic: Godless: The Eastfield Exorcism de Nick Kozakis
- Premi del Públic Focus Asia: The Roundup: No Way Out de Lee Sang-yong
- Premi del Públic Midnight X-Treme : Os Reviento de Kike Narcea

### Altres premis
- Premi Blood Window a la millor pel·lícula: Cuando acecha la maldad de Damian Rugna

### Premis especials
- Gran Premi Honorífic: Jan Harlan i Phil Tippett
- Premi Màquina del temps: Juan Antonio Bayona, Hideo Nakata, Lee Unkrich